# Pieter Hermansz. Verelst
Pieter Hermansz. Verelst (ur. 1618 w Dordrechcie, zm. 1678 w Hulst) – holenderski malarz barokowy.

## Działalność artystyczna
Pochodził z artystycznej rodziny. Pierwsze nauki pobierał u Jacoba Cuypa i Gerarda Dou, u którego terminował w 1638 roku wg zapisu w dokumentach dortmundzkiej gildii św. Łukasza. W 1643 roku przeprowadził się do Hagi, gdzie jeszcze w tym samym roku wstąpił do tamtejszej gildii św. Łukasza. W 1656 roku był jednym z założycieli Confrérie Pictura. W 1659 roku pełnił funkcje starszego cechu w Hadze. W latach 60. XVII w. popadł w długi, przez co w 1668 roku uciekł z Hagi. W latach 1671–1678 wymieniany jest w Hulst, gdzie prawdopodobnie pracował jako parobek w browarze.
Miał trzech synów, których uczył malarstwa: Simona (1644–1721), Johannes (1648-1700) i Herman Pietersz. (1641/42–1700). Pierwszy, Simon, malował kwiaty, dwaj pozostali specjalizowali się w portretach. Jego innymi uczniami byli m.in. Hermanus van Grevenbroeck, Anthony de Haen, Otto Hoynck, Hendrik Mony, Gabriel Siebrick.

## Twórczość
Pieter Verelst malował głównie scenki rodzajowe przedstawiające życie mieszczan. W jego pracach zauważyć można wyraźne wpływy malarstwa Girrita Dou (wizerunki starych mężczyzn i kobiet) oraz oddziaływania szkoły rembrandtowskiej czy twórczości Adrriaena van Ostade i Cornelisa Saftlevena. Jego scenki we wnętrzach tawern charakteryzują się miękkim, eleganckim stylem z delikatnymi tonami odcieni.